# Södertälje FF (1938)
Södertälje FF, 1930-1938 Ekensbergs AIK, var en fotbollsförening från Södertälje i Södermanland bildad 1930 och nedlagd 1939. Föreningens korta livslängd till trots var man Södertäljes bästa fotbollslag 1936-1938, med spel i division III (tredje högsta serienivån vid den tiden) säsongerna 1937/1938 och 1938/1939. Klubben hann nämndändras mellan de två division III-säsongerna och lades sedan ned.